# Lampophyton
Lampophyton is een geslacht van neteldieren uit de klasse van de Anthozoa (bloemdieren).

## Soort
- Lampophyton planiceps (Williams, 1986)